# Atari POKEY
Atari POKEY (Pot Keyboard Integrated Circuit) — электронный компонент, специально разработанная фирмой Atari микросхема генерации звука и интерфейса с устройствами управления. Использовалась в 1980-х годах в ряде игровых систем от Atari — бытовых компьютерах, игровых консолях и аркадных игровых автоматах. Название микросхемы составлено из начальных слогов английских слов POtentiometer и KEYboard, так как эта микросхема часто использовалась для опроса клавиатуры и аналоговых устройств управления (типа paddle). Но в основном, POKEY стала известна благодаря своими возможностями генерации звуковых эффектов и музыки, получив своих поклонников, аналогично микросхемам MOS Technology SID и General Instruments AY-3-8910.
Микросхема выполнена в корпусе DIP40, и имеет маркировку C012294. В настоящее время её производство прекращено, однако её программная эмуляция используется в ряде эмуляторов, таких как MAME и эмуляторах 8-разрядных компьютеров от Atari.
2 февраля 1982 года патентным бюро США (USPTO) фирме Atari был выдан патент 4,314,236, действующий в США, на «Аппарат для создания множества звуковых эффектов». Он ссылается на возможности генерации звука POKEY. В качестве изобретателей указаны Steven T. Mayer и Ronald E. Milner.

## Возможности
- Звук
  - 4 полунезависимых канала
  - Каналы могут быть включены в одной из конфигураций:
    - Четыре 8-разрядных канала (имеется в виду разрядность счётчика-делителя частоты)
    - Два 16-разрядных канала
    - Один 16-разрядный и два 8-разрядных канала

  - Изменяемая громкость, частота и форма сигнала (прямоугольные импульсы с изменяемой шириной периодов) для каждого канала
  - Фильтр высоких частот
- Опрос клавиатуры (до 64 клавиш)
- Порты потенциометров (8 независимых портов, каждый имеет разрешение в 8 разрядов)
- Таймеры (звуковые каналы 1, 2, и 4 могут работать в режиме генерации прерываний при пересечении их счётчиками нуля)
- Генератор псевдослучайных чисел (возможно чтение 8 или 9 разрядов 17-разрядного polynomial счётчика)
- Последовательный порт ввода вывода
- Генерация прерываний

## Музыка для POKEY
Возможности POKEY позволили реализовать в игровых программах полифоническую музыку и звуковые эффекты. Максимальная полифония — 4 голоса. Один из звуковых драйверов, разработанных для семейства 8-разрядных компьютеров Atari, назывался AMP engine. Он использовался музыкантом Gary Gilbertson.
В настоящее время возможна программная эмуляция звуковых возможностей POKEY. Подобная эмуляция реализована, например, в плеере SAP Player .